# Вовп'янка
Вовп'янка (біл. Ваўпянка) — річка у Вовковиському районі, Гродненська область, Білорусь. Ліва притока річки Рось (басейн Німану).

## Опис
Довжина річки 31 км, похил річки 2 м/км, сточище  — 165 км², середньорічний стік 0,8 м³/с. Формується безіменними струмками. Річище упродовж 16,4 км каналізоване.

## Розташування
Бере початок біля села Шніпово. Тече переважно на північний схід між селами Мильківці та Огородники та село Вовпу і впадає в річку Рось (Вовповське водосховище), ліву притоку Німану.

## Цікаві факти
- У XIX столітті на річці існувало декілька водяних млинів[3].